# Метамора (Мічиган)
Метамора (англ. Metamora) — селище (англ. village) в США, в окрузі Лапір штату Мічиган. Населення — 594 особи (2020).

## Географія
Метамора розташована за координатами 42°56′44″ пн. ш. 83°17′35″ зх. д. / 42.94556° пн. ш. 83.29306° зх. д. (42.945446, -83.292987).  За даними Бюро перепису населення США в 2010 році селище мало площу 2,16 км², з яких 2,16 км² — суходіл та 0,00 км² — водойми.

## Демографія
Згідно з переписом 2010 року, у селищі мешкало 565 осіб у 216 домогосподарствах у складі 151 родини. Густота населення становила 261 особа/км².  Було 245 помешкань (113/км²).
Расовий склад населення:
| - 98,1 % — білих - 0,5 % — корінних американців - 0,4 % — чорних або афроамериканців - 0,2 % — азіатів |

До двох чи більше рас належало 0,7 %. Частка іспаномовних становила 1,4 % від усіх жителів.
За віковим діапазоном населення розподілялося таким чином: 27,8 % — особи молодші 18 років, 60,5 % — особи у віці 18—64 років, 11,7 % — особи у віці 65 років та старші. Медіана віку мешканця становила 39,4 року. На 100 осіб жіночої статі у селищі припадало 94,2 чоловіків;  на 100 жінок у віці від 18 років та старших — 98,1 чоловіків також старших 18 років.
Середній дохід на одне домашнє господарство  становив 63 731 долар США (медіана — 60 769), а середній дохід на одну сім'ю — 74 067 доларів (медіана — 71 736). За межею бідності перебувало 4,2 % осіб, у тому числі 2,5 % дітей у віці до 18 років та 5,3 % осіб у віці 65 років та старших.
Цивільне працевлаштоване населення становило 280 осіб. Основні галузі зайнятості: виробництво — 24,3 %, освіта, охорона здоров'я та соціальна допомога — 20,7 %, роздрібна торгівля — 10,7 %, публічна адміністрація — 9,6 %.